# Eduardo Olivera
Eduardo Olivera (Buenos Aires, 2 de junio de 1827 - septiembre de 1910) fue un hacendado y político argentino, que fue presidente de la Sociedad Rural Argentina y brevemente fue interventor federal de la provincia de Buenos Aires.

## Biografía
Estudió en el Colegio de los jesuitas de la ciudad de Buenos Aires, pero no completó sus estudios. A los 15 años comenzó a administrar la estancia "Los Remedios", de su padre Domingo Olivera. Más tarde se trasladó a Europa, donde completó sus estudios y se recibió de ingeniero agrónomo en el instituto de Grignon. Más tarde estudió química en Inglaterra, además de viajar por varios otros países de Europa.
De regreso a la Argentina, trajo un plantel de ovejas raza "Negrete". Poco después, lanzó la idea de fundar una sociedad  de fomento de las  actividades rurales. Antes aún de fundarla, organizó una exposición rural a la que invitó a los principales ganaderos de la provincia de Buenos Aires. Después de un viaje a Alemania, en que estudió las leyes de propiedad territorial, y las leyes sobre hipoteca, fundó con otros estancieros la Sociedad Rural Argentina, en 1866. Si bien había sido su principal impulsor, cedió el cargo de primer presidente a José Alfredo Martínez de Hoz (padre); fue elegido para ocupar la segunda presidencia, en 1870, y durante su período comenzó la publicación de los "Anales" de la misma.
Intentó la fundación de un banco hipotecario, pero los grandes ganaderos, que conseguían tierras muy baratas, no le encontraron utilidad. Escribió asiduamente en los diarios, defendiendo distintas políticas agrarias.
Fue diputado y senador provincial,  y en 1871 organizó y presidió la Exposición Nacional de Córdoba, éxito resonante de publicidad, con muy pocas aplicaciones prácticas, pero que confirmó el prestigio del presidente Sarmiento.
El presidente Nicolás Avellaneda le ofreció el Ministerio de Relaciones Exteriores, cargo que declinó. En cambio, sí aceptó ser director nacional de Correos, a la que sumó la dirección de Telégrafos, y reorganizó la repartición con éxito, haciéndola particularmente eficaz,  especialmente para el Ejército Argentino.
Fue también el presidente de las comisiones de las Exposiciones Universales de París en 1889 y 1900.
Tras la revolución de 1893, fue nombrado interventor federal de la provincia de Buenos Aires por el presidente Luis Sáenz Peña entre agosto y septiembre de 1893. Se recuerda su corta gestión por la fundación de la primera escuela agrotécnica del país, la de Santa Catalina, cerca de Lomas de Zamora. 
Mientras desempeñaba ese cargo, algunos diarios de La Plata empezaron a llamarlo "Don Pantaleón Corti". Eduardo, intrigado, le preguntó a su secretario el motivo, y este le dijo que tal vez era porque usaba los pantalones un poco cortos. Olivera entonces se alargó los tiradores, y por ende dejando caer más bajos sus pantalones, pensando que le quitaría argumentos a los bromistas. Unos dias más tarde, leyó en el periódico que su mote se había transformado en "Don Pantaleón Longhi".[cita requerida]
En sus últimos años se concentró en la ganadería, especialmente en el establecimiento de la raza ovina "Rambouillet" en la Argentina.
Falleció en Buenos Aires en septiembre de 1910.
En marzo de 1913, su familia vendió a la Municipalidad de Buenos Aires su quinta, que se convirtió en el Parque Avellaneda.